# Котик, Пётр
Пётр Котик (чеш. Petr Kotík, род. 27 января 1942, Прага) — американский флейтист, композитор, дирижёр и продюсер авангардной музыки. Этнический чех.

## Жизнь и творчество
П. Котик родился в семье художника Яна Котика. Учился по классу флейты в пражской консерватории, затем — в венской музыкальной академии. В 1960—1963 годах П. Котик брал уроки музыкальной композиции у Яна Рыхлика в Праге, затем продолжил своё обучение в Вене у Карла Шиске, Ханса Елинека и Фридриха Черги. Котик был основателем чехословацкого ансамбля Musica Viva Pragensis (1961), а также ансамбля экспериментальной музыки Quax (1966).
В 1969 году П. Котик приехал в США и, по приглашению Лейярена Хиллера и Лукаса Фосса, стал сотрудником «Центра изящных и изобразительных искусств» (Center of the Creative and Performing Arts) при университете Буффало (штат Нью-Йорк). Вместе с созданным им ансамблем S.E.M. Ensemble организовал ежегодные серии концертов в Нью-Йорке, совершил турне по Европе и США. С 1971 по 1977 год он преподавал игру на флейте в Государственном университете Буффало. С 1977 года композитор занимается публикацией полного собрания музыкальных работ Марселя Дюшана. С начала 1980-х П. Котик выступает как дирижёр, преимущественно с музыкой Джона Кейджа.
В 1991 году композитор создал ансамбль Orchestra of the S.E.M. Ensemble, играющий преимущественно современную музыку — сочинения Дэвида Фёрста, Сомэй Сато, Лео Смита, Мортона Фельдмана, Джона Кейджа и Эдгара Вареза. В 1999 году П. Котик организовал Ostrava Center for New Music, который каждые два года летом устраивает музыкальные фестивали в Остраве.

## Музыкальные сочинения
- Congo (1962)
- Kontrapunkt II (1962—1963)
- Music for 3 (Hudba pro tri), в память Яна Рыхлика (1964)
- Spontano (1964)
- Kontrabandt (1967)
- Alley (1969/70)
- There is Singularly Nothing (1971—1973, 1995)
- John Mary (текст Гертруды Стайн) (1973—1974)
- If I Told Him (текст Гертруды Стайн) (1974—1975)
- Many Many Women (текст Гертруды Стайн) (1975—1978)
- Drums (1977—1981)
- Explorations in the Geometry of Thinking (Текст Р.Бакминстера Фуллера) (1978—1982)
- Adagio (1980—1997)
- Chamber Music (1981—1982)
- Commencement (Текст Р.Бакминстера Фуллера) (1981)
- Apparent Orbit (1981, 1984—1985)
- Spheres & Attraction (1981—2006)
- Solos and Incidental Harmonies (1983—1985)
- Integrated Solos I, II, III (1986—1988)
- Wilsie Bridge (1986—1988)
- Letters to Olga (текст Вацлава Гавела) (1989—1991)
- Variations for 2 Orchestras and a consort of Trumpets (1995)
- Quiescent Form (1995—1996)
- Music in Two Movements (1998—2003)
- Music for Cello and Piano (2000—2001)
- Devín (текст Владислава Ванчуры) (2000—2004)
- Variations for 3 Orchestras (2003—2005)
- The Plains at Gordium (2004)
- For ZS (2004)